# 서지연 (축구 선수)
서지연(1995년 5월 20일 ~ )은 대한민국의 여자 축구 선수이다.

## 구단 경력
2015년 신청한 드래프트에서 떨어지자 제주국제대학교로 편입한 후 2016년 다시 두 번째 드래프트를 신청한 끝에 경주 한국수력원자력 여자 축구단에 입단하게 되었다.

## 플레이 스타일
빠른 스피드와 저돌적인 드리블 능력 덕분에 역습 상황에서 용이하다는 평가를 받는다.

## 수상 경력
- 여왕기 중등부 MVP: 2010[2]